# Carmen Russo
Carmen Russo, pseudonimo di Carmela Carolina Fernanda Russo (Genova, 3 ottobre 1959), è una showgirl, ballerina, personaggio televisivo e attrice italiana.

## Biografia
È la figlia di Giovanni Russo e Giuseppina Gherardini, scomparsa nel 2019.

### Gli esordi
Appassionata fin da giovane età di danza classica, comincia la sua carriera come modella nei primi anni settanta, partecipando ad alcuni concorsi di bellezza in Italia, tra cui tre edizioni di Miss Italia (nel 1973, nel 1974 e nel 1976).
Aiutata dal corpo da maggiorata, comincia ad ottenere partecipazioni cinematografiche lavorando, dalla metà degli anni settanta fino ai primi anni ottanta, in varie pellicole di genere horror, poliziotteschi ed erotici (con lo pseudonimo Carmen Bizet), inclusa una breve apparizione, non accreditata, ne La città delle donne di Federico Fellini. Nello stesso periodo prende parte anche ad alcuni spettacoli teatrali, lavorando con la compagnia de Il Bagaglino e anche con Walter Chiari nella commedia Hai mai provato nell'acqua calda?.

### Anni ottanta: il successo televisivo
Tra la fine degli anni settanta e l'inizio degli ottanta partecipa a commedie sexy all'italiana, accanto ad attori come Renzo Montagnani, Alvaro Vitali e Lino Banfi; posa inoltre per servizi di nudo integrale su riviste come Playboy (edizione italiana) e Playmen. Sempre in questo periodo conosce il ballerino e coreografo Enzo Paolo Turchi, con cui si sposerà nel 1987. Affianca Raimondo Vianello come spalla in alcune scenette nella trasmissione della Rete 1 Stasera niente di nuovo del 1981 e prende parte anche a Colosseum su Rai 1 nell'estate 1983.

Carmen Russo in Drive In (1983)

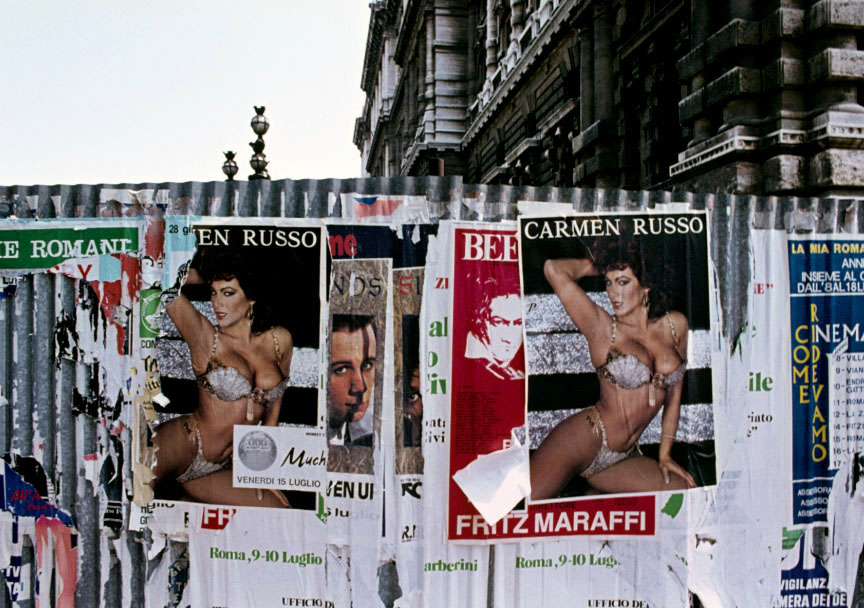
Carmen Russo sui manifesti (1984)

Da ottobre del 1983 a giugno del 1984, prende parte alla prima edizione del varietà comico Drive In, trasmesso da Italia 1, dove interpreta il ruolo della prorompente cassiera e si esibisce in numerosi balletti e, nella sigla finale del programma, dove interpreta una cover del brano La bambola di Patty Pravo. Nello stesso periodo è inoltre scelta come testimonial televisiva delle caramelle Morositas.
Dal marzo del 1985 partecipa alla seconda edizione di Risatissima, condotto da Lino Banfi, mentre nell'autunno dello stesso anno è nel cast della prima edizione del varietà Grand Hotel, dove interpreta la sigla di chiusura, Sì; entrambi i programmi sono trasmessi su Canale 5 e contengono diversi balletti con le coreografie di Enzo Paolo Turchi su cover interpretate dalla Russo stessa, prendendo parte anche ai vari sketch comici dei due varietà, dimostrando di essere una showgirl a tutto tondo, riuscendo così ad affrancarsi dall'immagine di sex-symbol con cui si era imposta in precedenza.
Nella stagione 1986-1987 conduce, assieme a Paolo Villaggio, il varietà comico Un fantastico tragico venerdì, trasmesso in prima serata su Rete 4, dove interpreta anche la sigla d'apertura, Camomillati venerdì, ed esegue in ogni puntata un balletto, con le coreografie realizzate dal marito.

In seguito si sposta in Rai, dove è protagonista del varietà-sceneggiato musicale Io Jane, tu Tarzan, diretto da Enzo Trapani, trasmesso in prima serata su Rai 1 nella primavera del 1989; per esigenze di copione adotta un nuovo taglio di capelli, in sostituzione della folta chioma rossa che aveva utilizzato fino a quel momento, accorciandoseli e tingendoseli biondo platino, look che poi ha mantenuto per molti anni. Tra il 1989 e il 1990 conduce insieme al mago Silvan, su Rai 1, lo spettacolo natalizio di magia Sim salabim.

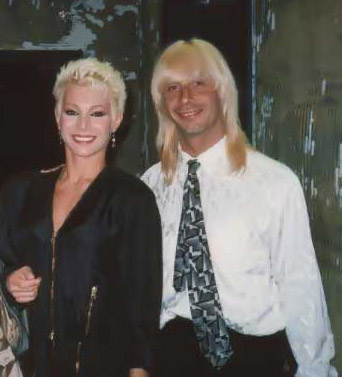
Carmen Russo con il marito Enzo Paolo Turchi nel 1988

### Anni novanta: l'esperienza in Spagna
Partecipa all'edizione 1990-1991 di Domenica in, condotto da Gigi Sabani, in qualità di ospite fissa, realizzando in ogni puntata un balletto e conducendo anche uno dei vari giochi telefonici proposti dal contenitore in quell'annata. Al termine di questo impegno, si sposta in Spagna su Telecinco, la TV spagnola del gruppo Fininvest, dove in due anni conduce 60 puntate del quiz VIP Noche (la versione spagnola de Il gioco dei 9), in onda il sabato sera. Nel 1992 partecipa come presenza fissa al varietà natalizio di Rai 2 Il canzoniere delle feste, condotto da Loretta Goggi, dove si esibisce in numeri di danza sul ghiaccio.
La stagione 1993-1994 la vede fare la spola tra l'Italia, dove presenta il varietà Stelle sull'acqua, in onda su Rai 1 al sabato pomeriggio, e la Spagna in cui conduce, sempre su Telecinco, la trasmissione La batalla de las estrellas, trasposizione iberica delle edizioni di Buona domenica, condotte nella prima metà degli anni novanta da Marco Columbro e Lorella Cuccarini ed in seguito da Gabriella Carlucci e Gerry Scotti.
Nella stagione 1994-1995 registra con Ric ed Augusto Martelli, 125 puntate del programma sexy Notte italiana (sorta di epigono di Colpo grosso), ma di queste solamente la metà verranno trasmesse dalla syndication Italia 7, a causa del fallimento della D.A.P.S. la società editrice del circuito televisivo, appena uscito dal gruppo Fininvest. In seguito apparirà molto spesso in varie trasmissioni televisive italiane come ospite o guest star (spesso accompagnata dal marito, Enzo Paolo Turchi) ma per lungo tempo di fatto non riuscirà più ad ottenere ruoli di primo piano.

### Anni duemila
Torna alla conduzione di un programma televisivo italiano il 9 gennaio del 2003 su Rai 2 con la puntata pilota di Stupido Hotel, varietà comico trasmesso in prima serata e ambientato in un hotel in disuso, che rivede insieme con lei tutta una serie di personaggi di Drive In e delle prime edizioni di Striscia la notizia: Massimo Boldi, Gigi e Andrea, Ric e Gian, Enzo Braschi, Sergio Vastano, Fanny Cadeo, Angela Cavagna e Lory Del Santo. La puntata pilota però non ha successo e alla numero zero non ne seguono altre.
Nell'autunno dello stesso anno partecipa come concorrente alla prima edizione del reality show di Rai 2 L'isola dei famosi, condotto da Simona Ventura, venendo eliminata alla settima puntata con il 64% dei voti. Nel 2006 partecipa poi all'edizione spagnola dello stesso reality, Supervivientes VIP, trasmessa da Telecinco, risultandone la vincitrice. Dal 2003 si occupa di una scuola di danza a Napoli insieme al marito con il quale, nel gennaio del 2014, apre un'altra scuola di danza a Palermo.
Nella stagione televisiva 2006-2007 entra a far parte del cast fisso di Buona Domenica su Canale 5, nella prima edizione condotta da Paola Perego; la sua presenza viene confermata anche per l'edizione del 2007-2008. Nell'estate del 2008 gira le piazze d'Italia con il Carmen Show, spettacolo di due ore nel quale si esibisce con quattro ballerini e quattro ballerine, reinterpretando anche le sue vecchie sigle, con le coreografie di Enzo Paolo Turchi. Nel 2009 pubblica il libro autobiografico La mia nuda verità.

### Anni duemiladieci
Nel 2011 viene pubblicato il DVD Centopercento Carmen (RTI), contenente una selezione dei balletti e sketch tratti dai programmi Risatissima, Grand Hotel e Un fantastico tragico venerdì. Nell'inverno del 2012 ritorna su Rai 2 per prendere nuovamente parte come "naufraga" alla nona edizione de L'isola dei famosi, condotta da Nicola Savino e Vladimir Luxuria. Viene eliminata nel corso dell'ottava puntata, perdendo al televoto, contro Aída Yéspica, con il 63% dei voti.
In questi anni compare soprattutto come ospite e opinionista a vari programmi di Canale 5, come: Mattino Cinque, Pomeriggio Cinque, Domenica Cinque, Capodanno Cinque e Domenica Live. Il 20 gennaio 2017 è compagna di viaggio nella città di Atene di chef Rubio nella prima puntata del docu-reality Il ricco e il povero, in onda su Nove.
Nel mese di ottobre del 2017 ha partecipato, come concorrente, alla seconda edizione del reality show Grande Fratello VIP, condotto da Ilary Blasi su Canale 5; resta nella casa due settimane e viene eliminata nel corso dell'ottava puntata con il 66% dei voti. Nello stesso anno partecipa, insieme ad Enzo Paolo Turchi, come concorrente alla seconda edizione di Celebrity Bake Off , in onda su Real Time nella serata dell'8 dicembre 2017. Nel 2018 pubblica il secondo libro autobiografico Completamente io: desideravo essere chiamata mamma.

### Anni duemilaventi
Nell'autunno 2020 è tra i concorrenti della decima edizione del varietà-talent di Rai 1, Tale e quale show, condotto da Carlo Conti. Dal 13 settembre 2021 al 14 gennaio 2022 partecipa nuovamente come concorrente al Grande Fratello VIP, prendendo parte alla sesta edizione condotta da Alfonso Signorini su Canale 5, venendo poi eliminata nel corso della trentaquattresima puntata.
Il 10 giugno 2022 pubblica il brano Tuca Tuca remix, omaggio a Raffaella Carrà a quasi un anno dalla sua scomparsa; il brano, remixato dai dj Nari e Ferrari, è accompagnato anche da un videoclip ideato da Enzo Paolo Turchi, per buona parte girato nel parco tematico Italia in miniatura. Da settembre 2022 ad aprile 2023 si è esibita, a puntate alterne, con un balletto a fine puntata nella settima edizione del Grande Fratello VIP.
Nell'estate del 2023 è guest star, con Enzo Paolo Turchi, di Rumore - Raffaella Carrà Dance Tribute, spettacolo tributo a Raffaella Carrà diretto da Sergio Japino, portato in scena anche negli anni successivi. Dal 22 marzo al 12 aprile 2025 partecipa come concorrente al talent show di Rai 1 Ne vedremo delle belle, classificandosi al secondo posto.

## Vita privata
È sposata dal 1987 con il ballerino e coreografo Enzo Paolo Turchi. Nell'ottobre 2012, all'età di 53 anni, dichiara di aspettare un figlio e afferma, anche con riferimento a suo marito Enzo Paolo Turchi: "Potevamo farlo prima, ma non giudicateci". Il 14 febbraio 2013 nasce l'unica figlia della coppia, Maria. Si professa cattolica.

## Filmografia

Carmen Russo in La maestra di sci (1981) di Alessandro Lucidi

### Cinema
- Di che segno sei?, regia di Sergio Corbucci (1975) – non accreditata
- Mark il poliziotto spara per primo, regia di Stelvio Massi (1975) – non accreditata
- Genova a mano armata, regia di Mario Lanfranchi (1976)
- Nerone, regia di Castellacci e Pingitore (1977)
- Ecco noi per esempio..., regia di Sergio Corbucci (1977) – non accreditata
- Liquirizia, regia di Salvatore Samperi (1979)
- I viaggiatori della sera, regia di Ugo Tognazzi (1979) – non accreditata
- Un'ombra nell'ombra, regia di Pier Carpi (1979)
- L'infermiera nella corsia dei militari, regia di Mariano Laurenti (1979)
- Riavanti... Marsch!, regia di Luciano Salce (1979)
- La città delle donne, regia di Federico Fellini (1980) – non accreditata
- Le porno killers, regia di Roberto Mauri (1980)
- Patrick vive ancora, regia di Mario Landi (1980)
- Ragazze in affitto S.p.A., regia di Régine Deforges (1980)
- La settimana bianca, regia di Mariano Laurenti (1980)
- La maestra di sci, regia di Alessandro Lucidi (1981)
- Mia moglie torna a scuola, regia di Giuliano Carnimeo (1981)
- Buona come il pane, regia di Riccardo Sesani (1981)
- Ciao nemico, regia di Enzo Barboni (1982)
- Quella peste di Pierina, regia di Michele Massimo Tarantini (1982)
- Giovani, belle... probabilmente ricche, regia di Michele Massimo Tarantini (1982)
- Il tifoso, l'arbitro e il calciatore, regia di Pier Francesco Pingitore (1982)
- Ti spacco il muso, bimba, regia di Mario Carbone (1982)
- Paulo Roberto Cotechiño centravanti di sfondamento, regia di Nando Cicero (1983)
- Cuando calienta el sol... vamos alla playa, regia di Mino Guerrini (1983)
- Un fidanzato modello, regia di Andrea Vialardi – cortometraggio (2014)
- Sono solo fantasmi, regia di Christian De Sica e Brando De Sica (2019)
- Il bar del cult, regia di Mirko Zullo – docufilm (2025)

### Televisione
- Sam & Sally – serie TV, episodio 1x06 (1978)
- Io Jane, tu Tarzan, regia di Enzo Trapani – miniserie TV (1989)
- Hostal Royal Manzanares – sitcom, episodio 1x02 (1996)
- Chiringuito de Pepe – serie TV, 3 episodi (2014)

### DVD
- Centopercento Carmen – I balletti e gli sketch indimenticabili (2011)

## Teatro
- Hai mai provato nell'acqua calda? di Paolo Mosca, regia di Walter Chiari (1978-1979)
- Rumore - Raffaella Carrà Dance Tribute, regia di Sergio Japino (2023-2024)
- Flashdance - Il musical, regia di Fabio Busiello (2024)

## Programmi televisivi

### Italia
- Bingooo, (Antennatre, 1977)
- Ma che sera (Rete 1, 1978)
- La bustarella (Antenna 3, 1978)
- Portobello (Rete 2, 1978)
- Ma ce l'avete un cuore? (Rete 2, 1980)
- Signorine grandi firme (Rete 3, 1981)
- Stasera niente di nuovo (Rete 1, 1981)
- Colosseum (Rai 1, 1983)
- Gran Varietà (Rete 4, 1983)
- Questo secolo: 1943 e dintorni (Rai 1, 1983)
- Drive In (Italia 1, 1983-1984)
- Risatissima (Canale 5, 1985)
- Grand Hotel (Canale 5, 1985)
- Un fantastico tragico venerdì (Rete 4, 1986-1987)
- Sim Salabim (Rai 1, 1989-1990)
- Domenica in (Rai 1, 1990-1991) – ospite fissa
- Sabato al circo (Rete 4, 1992)
- Il canzoniere delle feste (Rai 2, 1992-1993)
- Stelle sull'acqua (Rai 1, 1993)
- Notte italiana (Italia 7, 1994-1995)
- Stupido Hotel (Rai 2, 2003)
- L'isola dei famosi (Rai 2, 2003, 2012) – concorrente
- Buona Domenica (Canale 5, 2006-2008)
- Grande Fratello VIP (Canale 5, 2017, 2021-2023) – concorrente (2017, 2021); ospite ricorrente (2022-2023)
- Bake off Italia Celebrity (Real Time, 2017) – concorrente
- Tale e quale show (Rai 1, 2020) – concorrente
- Alessandro Borghese - Celebrity Chef (TV8, 2022) – concorrente
- Stupor Mundi - La disfida delle giovani imprese. Premio Federico II (Rai 2, 2024) – giurata
- Grande Fratello (Canale 5, 2024) – ospite ricorrente
- Ne vedremo delle belle (Rai 1, 2025) – concorrente

### Spagna
- VIP Noche (Telecinco, 1991-1992)
- La batalla de las estrellas (Telecinco, 1993-1994)
- Supervivientes: Perdidos en el Caribe (Telecinco, 2006) – concorrente, vincitrice
- Carnaval de Maspalomas (TVE 2, 2015)

## Discografia

### Album
- 1983 – Stars On Donna
- 1984 – Le canzoni di Drive In
- 1992 – Una notte italiana
- 1995 – Ay, Ay, Mamà

### Singoli
- 1981 – Notte senza luna/Stiamo insieme stasera (Fontana, 6025 282, 7″)
- 1983 – Stars on Donna part one/Stars on Donna part two (Monkey Music Records, Mr 31032, 7″)
- 1984 – Mi scusi signorina/Alta infedeltà (F1 Team, P 7347, 7″)
- 1985 – Mai Mai Mai/L'odalisca (Panarecord, P 7361, 7″)
- 1985 – Nuda/Sì (Five Record, 13113-A, 7″)
- 1986 – Camomillati venerdì/Un tete a tete (Five Record, FM 13152, 7″)
- 1987 – Bravi Settepiù/Questa notte chi mi tiene (Rico Record, FC 1004, 7″)
- 1989 – Io Jane tu Tarzan/Oh jumbo buana (EMI, 06 1188297, 7″)
- 1993 – Ciù ciù dance (Real Sound, RS5410, 12″)
- 1996 – Macho Mambo (Cañaveral, CD single)
- 2017 – Muevete (The Shark Record e Hit Latin)
- 2022 – Tuca tuca Remix

## Opere
- La mia nuda verità, Roma, Curcio, 2009, ISBN 978-88-95049-63-2.
- Completamente io: desideravo essere chiamata mamma, Torino, Pathos, 2018, ISBN 978-88-85529-19-9.